# Паризька гармата

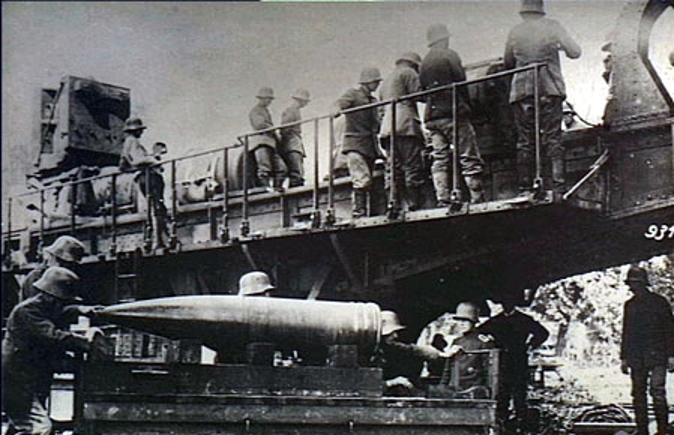
Обслуга заряджає «Паризьку гармату»

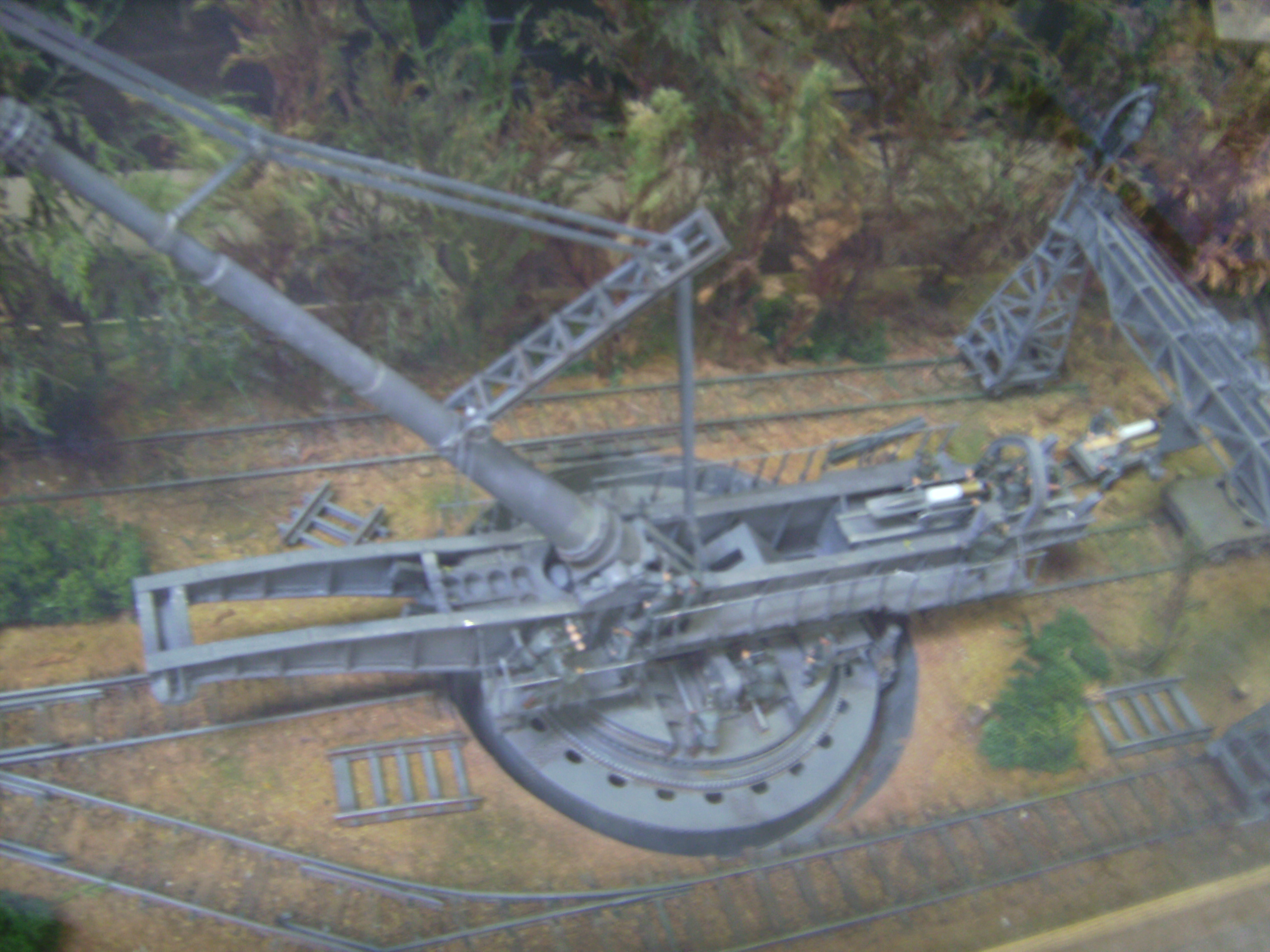
Макет «Паризької гармати»

Паризька гармата (нім. Paris-Geschütz / Pariser Kanone) також «Kaiser Wilhelm Geschütz» («Гармата імператора (кайзера) Вільгельма») — довгоствольна 210 мм гармата на платформі для стрільби (нім. Lange 21 cm Kanone in Schiessgerüst) — гармата якою в 1918 році німецькі війська обстрілювали Париж.
В березні 1918 року з'явилася дивна гармата, здатна пересуватися лише залізницею. Солдати іноді звали її «Кайзер Вільгельм». Гармату використовували лише до серпня 1918 року — руйнівна сила снарядів була мізерною, ствол доводилося надто часто змінювати, а точність ведення вогню надавалася лише для обстрілу об'єктів типу Парижа. Ефект від застосування гармати був скоріше психологічним, бо негативно впливав на моральний стан мешканців Парижа.

## Опис
Детальна інформація щодо особливостей конструкції та можливостей гармати відсутня, всі дані досить приблизні. Невідомо навіть скільки пострілів зроблено з цієї гармати.
Гармату було виготовлено на заводах Круппа. Ствол калібру 210 мм мав довжину 28 м і додаткове ненарізне подовження довжиною 6 м на вихідному кінці. Гарматний комплекс важив 256 тон і був змонтований на спеціально сконструйованій для нього залізничній платформі.
Вага снаряду становила 94 кілограми, вага порохового заряду — 180 кілограмів, дальність пострілу — 130 кілометрів, початкова швидкість — 1600 м/сек (у п'ять разів вище за швидкість звуку), максимальна висота траєкторії — 40 кілометрів. Фактично рух снаряду у стратосфері з високою швидкістю забезпечував унікальну далекобійність гармати, через суттєве зменшення опору розрідженого повітря у стратосфері.
Поскільки спочатку планувалося встановлення таких гармат на кораблях, то гарматна обслуга складалася із 80 моряків під командуванням адмірала. Гармата була схована в лісі, навколо неї було розміщено кілька батарей скромнішого калібру які створювали «шумовий фон» — щоб французи не змогли визначити місцезнаходження «Паризької гармати». До міста снаряд летів 170 секунд.
Щодо калібру, то в «Паризької гармати» була цікава особливість. Через велику потужність заряду та початкову швидкість снаряду кожен постріл помітно стирав нарізку із внутрішньої частини ствола, і калібр ставав чимдалі більшим. Знаючи це конструктори виготовили номерні снаряди — від 1 до 65, кожен з яких був трохи більшого калібру за попередній. Ними стріляли в суворій послідовності, а після 65-го — робили заміну ствола, старий ствол регенерували і робили нову нарізку.

## Обстріли Парижа
Перший постріл по Парижу здійснено о 07:18 23 березня 1918 року. Таємничі вибухи викликали розгубленість і паніку серед парижан, бо ставалися зненацька з невідомих причин (звук пострілу просто не доходив на таку віддаль). Але руйнування в цілому були не дуже серйозними — найдраматичнішим епізодом літнього обстрілу було пряме влучення в церкву, де йшла служба, — тоді загинуло понад 60 осіб. Всього було зроблено приблизно 320—370 пострілів по Парижу, від яких загинуло 250 і було поранено 620 осіб.
Після початку наступу військ Антанти в серпні 1918 «Паризьку гармату» було евакуйовано до Німеччини і знищено, щоб вона не дісталася ворогові. Від неї вціліло лише кілька запчастин, які знайшли американці поблизу Шато-Террі.